# Galerija "Barutana 1991."
Galerija "Barutana 1991.“ muzejski je postav ustanovljen 2022. godine kao dio Informativno-edukacijskog centa „Barutana 1991.“ koji se nalazi na istoimenom Spomen području „Barutana 1991.“. Upisan je u Upisnik javnih i privatnih muzeja u Republici Hrvatskoj kojeg vodi Muzejski dokumentacijski centar, a sastoji se od  muzejskog postava s galerijom, postava na otvorenom i Staze bjelovarsko-bilogorskih branitelja. Osnivač Galerije „Barutana 1991.“ je Društvo za očuvanje hrvatske vojne tradicije. 

### Povjesnica
Muzejski postavi Galerije „Barutana 1991.“ disperzirani su na više lokacija u Bjelovaru i svaki od njih skriva vrijedne svjedoke vremena Domovinskog rata. O sva tri postava skrbi Društvo za očuvanje hrvatske vojne tradicije, koje je svoju ideju o muzeju započelo u podrumu jednog caffe bara. Svjestan da će se iz ideje izroditi veća priča, gradonačelnik Grada Bjelovara dao je Društvu na korištenje novi prostor u gradskom središtu, koji je vrlo brzo dobio naziv „Stalni muzejski postav Domovinskog rata“, pod kojim djeluje i danas. Dvije godine nakon cjelovitog uređenja muzejskog postava, Društvo je dobilo na korištenje i prostor Spomen doma na Spomen području „Barutana 1991.“, koji je do tad bio nedovoljno iskorišten. Paralelno s uređenjem Spomen područja, uređen je i novi muzejski postav nazvan „Muzej Operativne zone i Zbornog područja Bjelovar“, koji je uređenjem postava na otvorenom kao zadnjeg u nizu muzejskih postava postao dijelom sveobuhvatnog Informativno edukacijskog centra Domovinskog rata. Rješenjem Ministarstva kulture i medija Republike hrvatske iz 2022. godine muzejski postavi postali su djelom Galerije „Barutana 1991.“, kako glasi današnji naziv muzejskog koncepta, koja je i službeno uvedena u Upisnik javnih i privatnih muzeja u Republici Hrvatskoj od kolovoza 2022.

### Galerija „Barutana 1991.“
Galerija „Barutana 1991.“ djelom je Informativno-edukacijskog centra „Barutana 1991.“ kojeg je Društvo ustanovilo 2020. godine tijekom revitalizacije cjelovitog spomeničkog područja, a koji se sastoji od muzejskog postava s galerijom, Staze bjelovarsko-bilogorskih branitelja i postava na otvorenom. Suvremenim multimedijskim sadržajima – ekranima na dodir i projekcijama – uprizorena su značajna lokalna i nacionalna događaja koja su obilježila Domovinski rat, a uzor izvedbi samih konceptualnih rješenja bili su Bastogne War Museum i 101st Airborne Museum izvedeni na principu scenskog dioramskog prikaza.
Muzejskim postavom obuhvaćeni su prva intervencija hrvatske policije u ožujku 1991. u Pakracu, prosvjed pokreta „Bedem ljubavi“, razvoj hrvatskih policijskih i oružanih formacija, prve oslobodilačke akcije i završne vojno-redarstvene operacije. U Muzeju se nalazi i spomen soba – interaktivni prostor spomena na hrvatske branitelje poginule na Barutani, ali i s na sve poginule branitelje šireg bjelovarskog područja čija su imena i fotografije uprizorene na digitalnim totemima. Galerijski prostor u potkrovlju upravne zgrade sastoji se od multimedijske dvorane prilagođene galerijskoj djelatnosti i djela u kojem je uprizoreno snajpersko gnijezdo, ratna bolnica i ratna kirurgija dr. Kinčla – Igle, poznatog ratnog kirurga. 

#### Postav na otvorenom i Staza bjelovarsko-bilogorskih branitelja
Informativno-edukacijski centar „Barutana 1991.“, uz muzejski i galerijski dio, sadrži i postav na otvorenom te edukativnu stazu bjelovarsko-bilogorskih branitelja. Postav na otvorenom, dijelom financiran iz sredstava Europskog socijalnog fonda, sadrži poligon s operativnom tehnikom – povijesnim eksponatima koji su obilježili Domovinski rat. Prvi „stanovnici“ postava na otvorenom su Tenk T55 i Borbeno vozilo pješaštva BVP M80, a vrlo brzo „stanovnicima“ su se pridružili i dva Land Rovera iz sastava hrvatske policije te borbeno oklopno vozilo M83 iz sastava Policijske uprave Osječko-baranjske. Od 2022. postav je nadopunjen samohodnim topom Praga M53/59, artiljerijskim traktorom ATS 59, haubicom 203 mm i protuzračnim topovima 20/3 i KPVT 14,5/4. Staza bjelovarsko-bilogorskih branitelja sadrži četrnaest informativnih ploča s kronikom događaja koji su obilježili ratnu svakodnevicu Bjelovara i njegove okolice, kao i povjesnicu sudjelovanja bjelovarskih branitelja na bojištima diljem Republike Hrvatske. Uz kroniku, na stazi se nalaze i informacije vezane uz događaje na Spomen području „Barutana 1991.“, kao i opis događaja 29. rujna 1991. kada je na Barutani ugašeno 11 mladih života hrvatskih branitelja. 

### Stalni muzejski postav Domovinskog rata
Stalni postav Domovinskog rata, smješten je u gradskom središtu, danas je muzejska čuvaonica. Podijeljen je na tri tematske cjeline: prva tematska cjelina prikazuje službene odore i oznake Ministarstva unutarnjih poslova i Oružanih snaga Republike Hrvatske, drugi tematski dio uključuje radne i ratne odore, opremu i oznake, a treći tematski dio obuhvaća domicilno područje u čijem su fokusu branitelji Bjelovara i Bjelovarsko-bilogorske županije u Domovinskom ratu. Domicilno područje karakterno je najemotivniji dio postava, sadrži znakovlje, opremu i odore postrojbi koje su proizašle iz Bjelovara i Bjelovarsko-bilogorske županije, a posebnost postava su predmeti vezani uz 29. rujna 1991. godine kada su branitelji Bjelovara oslobodili grad od ostatka 32. korpusa Jugoslavenske narodne armije, kao i zbirka odora istaknutih djelatnih vojnih osoba tijekom Domovinskog rata poput pobočnika predsjednika Republike Hrvatske generala Velibora Kikereca, Mile Ćuka i Krešimira Kašpara te odore načelnika Glavnog stožera OSRH generala Antona Tusa, Zvonimira Červenka i Petra Stipetića – jedini primjerci o kojima skrbi neka muzejska institucija u Hrvatskoj.
- Galerija Galerije &quot;Barutana 1991.&quot;

## Vanjske poveznice
- Galerija "Barutana 1991." na stranicama Muzejskog dokumentacijskog centra  Arhivirana inačica izvorne stranice od 5. listopada 2022. (Wayback Machine)
- Galerija "Barutana 1991." u Noći muzeja '23.